# Alada
Alada was een Angolese luchtvrachtmaatschappij met haar thuisbasis in Luanda.
De luchtvaartmaatschappij staat op de Europese zwarte lijst (14 juli 2009) en mag dus niet naar landen van de EU vliegen.

## Geschiedenis
Alada is opgericht in 1995. In 2010 is de vlieglicentie van Alada ingenomen en sindsdien is de maatschappij opgeheven.

## Vloot
De vloot van Alada bestaat uit:(april 2007)
- 2 Antonov AN-12BP
- 1 Antonov AN-32()
- 1 Antonov AN-32A
- 1 Antonov AN-32B
- 2 Ilyushin IL-18D
- 1 Ilyushin IL-18V